# Gérard Ferreyrolles
Gérard Ferreyrolles est un critique littéraire français né en 1949.
Il est professeur à l'université Paris Sorbonne-Paris IV et spécialiste de la littérature française du XVIIe siècle.

## Carrière
Gérard Ferreyrolles est élève de l'École normale supérieure de 1971 à 1975, où il obtient l'agrégation de lettres classiques en 1973. Il est ensuite assistant professor à l'Université de Berkeley et attaché culturel de France à Venise.  Après son doctorat sur la Politique de Pascal à l’Université Paris-Sorbonne en 1982, il est successivement maître-assistant à l'Université de Rouen,  visiting professor à l'Université de Stanford et maître de conférences à l'Université Paris-Sorbonne. Après son Habilitation en 1994, il devient professeur à l'université de Bourgogne. En 1997, il est élu à l'université Paris Sorbonne-Paris IV où il dirige l'équipe « Port-Royal et la vie littéraire » au Centre d'Étude de la Langue et de la Littérature française des XVIIe et XVIIIe siècles (Université Paris-Sorbonne/CNRS).
Il est fellow de la Japan Society for the Promotion of Science (en) depuis 2002, a présidé la Société des Amis de Port-Royal de 2001 à 2005. Il appartient également à la Société des amis de Blaise Pascal, et est membre du comité de rédaction de Littératures classiques.

## Œuvres
Outre de nombreux articles scientifiques et communications à des colloques, il a publié :
- Pascal et la raison du politique, Paris, PUF, 1984.
- Les Provinciales de Pascal, Paris, PUF, 1984.
- Le Tartuffe de Molière, Paris, PUF, 1987.
- Les Reines du monde. L'imagination et la coutume chez Pascal, Paris, Champion, 1995.
- De Pascal à Bossuet : la littérature entre théologie et anthropologie, Paris, Honoré Champion éditeur, 2020.

### Distinctions
- 2021 : Prix Émile-Faguet[5]
- 2012 : Prix Pierre-Georges-Castex de littérature française[6]

### Hommages
Une bio-bibliographie a été publiée dans un livre hommage :
"Je ne vois qu'infini". Littérature et théologie à l'âge classique : Mélanges en l'honneur de Gérard Ferreyrolles. Études réunies par Constance Cagnat-Deboeuf, Laurence Plazenet et Anne Régent-Susini, Paris, Honoré Champion, 2022, 718 p. (ISBN 9782745358936, présentation en ligne)

## Sources
1. ↑  http://www.isni.org/isni/0000000116378372.
2. ↑  « Université de Strasbourg », sur usias.fr (consulté le 9 juin 2023).
3. 1 2 3  « CV » [PDF], sur Centro Interdipertimentale di Studi su Pascal e il Seicento (consulté le 25 mai 2023)
4. ↑  « Ferreyrolles », sur q-sup.sorbonne-universite.fr (consulté le 25 mai 2023)
5. ↑  « Prix Émile Faguet | Académie française », sur www.academie-francaise.fr (consulté le 13 novembre 2022)
6. ↑  « Prix Pierre-Georges Castex de littérature française », sur Académie des Sciences Morales et Politiques, 21 novembre 2018 (consulté le 13 novembre 2022)